# スティーヴン・グレイ
スティーヴン・グレイ（Stephen Gray、1666年 - 1736年2月15日）は、イギリスのアマチュア科学者。本業は染物屋であった。電気伝導の発見者として知られる。

## 前半生
スティーヴン・グレイはカンタベリーで、染物屋マシアス・グレイの三男として生まれた。誕生日は不明だが、洗礼を受けたのは1666年12月26日であることが記録に残っている。1684年ごろに父が死に、跡を継いだ長兄トマスも1695年に死亡したため、以後はスティーヴンが染物屋の主人となった（次兄のマシアス・ジュニアは商人となり後にカンタベリー市長となった）。しかしグレイの興味は自然科学、特に天文学にあり、独学で勉強した。このとき、地元の裕福な友人が本や科学機器を貸してくれた。当時、科学は金持ちの道楽という面が強かった。
レンズの研磨から始めて望遠鏡を作り、それを使って（主に太陽黒点について）いくつも小さな発見をし、観測の正確さが評判になった。王立協会の事務員で友人だったヘンリー・ハントの仲介で、グレイの報告が王立協会から出版されたこともある。
アマチュア天文学者としてのそうした活動が初代王室天文官でグリニッジ天文台の初代天文台長ジョン・フラムスティードの目にとまった（フラムスティードはグレイのケント州での友人と親交があった）。フラムスティードは正確な全天星図を作ろうとしていたころで、それによって天測航法の経度特定の問題を解決しようとしていた。グレイは星図の製作のための観測や計算の面でフラムスティードを助けた。
グレイは1696年ごろからフラムスティードと文通をはじめ、友人になったが、そのことでグレイが科学界に正式に受け入れられるのが難しくなるという問題を生じた。フラムスティードは予備的な星図データへのアクセスに関して、アイザック・ニュートンとの長い加熱した論争に巻き込まれていた。この論争は王立協会の派閥抗争に発展し、ニュートン側が数十年に渡って主流派となったため、フラムスティードとその一派は隅に追いやられた。
1707年、ケンブリッジ大学のトリニティ・カレッジに建てられたイギリス第2の天文台で、ニュートンの友人で天文学者のロジャー・コーツの助手としてしばらく働いた。ここで摩擦電気の実験を行ったが、この時期には太陽黒点の観測などを行った。しかしコーツの運営がまずくそのプロジェクトは失敗に終り、グレイは1709年9月には職を辞してカンタベリーの染物屋に戻った。健康に問題があったものの、彼は間もなくジョン・デザグリエの助手としてロンドンに移った。デザグリエは王立協会のデモンストレーターとして、国中やヨーロッパ大陸の各地で科学的新発見についての講演を行った。グレイは宿泊場所を提供されただけで、無給でこれについて回った。
グレイは貧窮したが、ジョン・フラムスティードとハンス・スローン（後の王立協会会長）の尽力で、1719年以降はチャーターハウス（Charterhouse、ロンドンにあった一種の救貧院）に住み年金を受給できるようになった。このころグレイはガラス管を静電起電機とした静電気の実験を再開している。電気伝導の発見はここでなされた。

## 電気伝導の発見
当時（18世紀前半）、摩擦された物体が帯電することは知られていたが、「電気」が物体を通じて伝わることは知られていなかった。グレイはチャーターハウス時代に、長さ3フィート、直径1.2インチのガラス管を実験に使っていたが、湿気と塵をガラス管内に入れないようにするために両端をコルク栓で塞いでいた。ある夜、チャーターハウスの自室でガラス管を摩擦して静電気を起こしたとき、そのコルク栓が紙やもみ殻の小片を引きつける力を発揮することに気づいた。そこで彼は小さなモミの棒をコルクに接触させてみた。するとモミの棒も明らかに帯電した。さらに長い棒を試し、最終的にコルクから細い糸を伸ばしその先端に象牙の玉を接触させた。こうしてグレイは「電気の効力 (electric virtue)」が離れたところまで伝播し、その先端の象牙の玉が帯電したガラス管のように軽い物体を引き付けることを発見した。その後グレイは真鍮の箔を用いて一種の検電器を作り、電気が18フィートの通信路を伝播することを確かめた。
チャーターハウスは手狭だったため、続く実験は主に友人の家で行われた。1729年5月14日、ノートン・コートのジョン・ゴッドフリー邸にて、グレイは「ガラス管（起電器）・棒（通信路）・検電器」という実験系を作り電気が長さ24フィートの距離を伝播すること確認。16日には距離32フィートで同様の実験に成功した。通信路に荷造り紐を使って距離を伸ばすことを試み、18フィートの棹に34フィートの紐を付け窓から垂らした時には成功したが、紐を水平に這わせた時には支持部からの漏電により失敗した。
1729年7月2日、ケント州のグラヴィル・ウィーラー邸において、通信路の紐を絹糸（麻の荷造り紐より絶縁性が高い）で支えた実験系で、電気伝導が147フィートの距離でも起こることを確認。グレイとウィーラーは徐々に実験系を伸張し、8月1日には886フィートの距離でも電気が伝播することを確かめた。ウィーラー邸での実験には副次的な発見もあった。グレイは7月3日に絹糸をより丈夫な鉄線に変えたが、電気を伝える実験は漏電のため失敗した。一連の実験でグレイは紐を地面と絶縁することが重要であることを発見し、金属のワイヤで紐を支えると帯電した電気が逃げること、紐を曲げても電気は逃げないこと、紐を垂直にたらしても電気が重力の影響を受けないことなどを発見した。
一連の実験により導体（鉄）と不導体（絹）の区別が認識されたのである。ただしそれを表す用語を考案したのは、グレイの知己であり彼の死後も実験を続けたジョン・デザグリエである。1732年、フランスの科学者C・F・デュ・フェがグレイとウィーラーを訪問してこの実験を見てフランスに帰り、世界初の電気に関する包括的理論を組み立て、電気は2種類あるとした。友人のジャン＝アントワーヌ・ノレがこれを支持したが、ベンジャミン・フランクリンを初めとするフィラデルフィアのグループは若干異なる理論を組み立てた。フランクリンらは電気は1種類であり、2つの状態があるだけだとした。後にフランクリンの仲間が2つの状態を「正 (positive)」と「負 (negative)」と名付けている。
グレイは、吊るされた物体を帯電させるなどのさらなる実験を繰り返した。"Flying Boy" と呼ばれる有名な実験は、絹の帯の上に少年を配し、少年を帯電させて、その手にいろいろな軽い物体を引き寄せさせるというものだった。グレイはフランクリンが凧による実験を行う以前から、静電気と雷が同じものだと気づいていた。
ニュートンが亡くなってスローンが王立協会の会長に就任すると、グレイの業績がやっと認められるようになった。1731年、第一回コプリ賞を受賞。翌32年に第二回コプリ賞を受賞した。1733年には王立協会のフェローとなった。
1736年、チャーターハウスにて没。生涯を通じて独身で、なおかつ貧困のうちに過ごした。前半生は無名であった（彼の支持者フラムスティードが科学界の権力者アイザック・ニュートンと不仲であったため、意図的に無視されたという見解もある）が、晩年は高く評価された。しかし、グレイに関する記念碑はどこにもなく、彼の遺体はチャーターハウス入居者のための共同墓地に埋葬されたと見られている。